# Apple Macintosh
Macintosh (tudi Mac) je družina osebnih računalnikov, ki jih proizvaja podjetje Apple Computer.
Macintosh je dobil ime po McIntoshu, najljubši vrsti jabolk enega izmed razvijalcev Jeffa Raskina. Prvi Macintosh je na trg prišel 24. januarja 1984, s spremljajočo reklamo »1984«. Bil je eden prvih osebnih računalnikov z grafičnim uporabniškim vmesnikom in miško. Prodali so več kot 2 milijona računalnikov.

## Arhitektura
Prvi Macintosh je prinašal precej novosti, ki so jih kasneje uporabili tudi drugi osebni računalniki:
- grafični uporabniški vmesnik z ikonami, namizjem
- uporaba miške
- okolje WYSIWYG
- dolga imena datotek vključno s presledki in brez obveznih podaljškov datotek
- 3,5" disketa
- podpora zvoku
- zanimivo in ergonomsko oblikovanje

Novosti, ki so jih predstavili kasnejši različice Macintosh ali pa njegovo programje:
- laserski tiskalnik z vgrajenim PostScriptom
- namizno založništvo
- HyperCard in AppleScript
- vmesnik SCSI (Macintosh Plus, 1986)
- standardni zvočni vhod (Mac IIsi & Mac LC, 1990)
- standardni CD-ROM pogon (Quadra 900, 1991)
- namizje, ki se ga lahko razširi na več monitorjev
- podpora ethernetu (Quadra 700 & 900, 1991)
- vmesnik FireWire (IEEE 1394)
- brezžično omreženje IEEE 802.11b in IEEE 802.11g (iBook, 1999, PowerBook G4, 2003)
- opustitev disketnih enot (iMac, 1998)
- prvi računalnik, ki je za večino perifernih enot uporabljal vmesnik USB (iMac, 1998)
- arhitektura RISCv obliki PowerPC procesorja (Power Macintosh 6100, 1994)
- prvi komercialno dosegljivi pogon DVD-R (Power Mac G4, 2001)
- prvi prenosni računalnik s "širokozaslonskim" (widescreen) zaslonom (PowerBook G4, 2001)
- prvi prenosni računalnik s 17-palčnim zaslonom (PowerBook G4, 2003)

8 megaherčni Motorolin procesor 68000 je bil več kot 60 % hitrejši od Lise (ki je bila predhodnik Macintosha). Glavni razlog, da so prve Macintoshe na tržišče pošiljali s 128 KB pomnilnika namesto z 256 KB, je bila takratna izjemno visoka cena pomnilnikov. Tako je bil računalnik 200 do 400 dolarjev cenejši.
Vendar je Macintosh še vedno imel svoje meje. Ena disketna enota ni bila dovolj, saj je zahtevala pogosto menjavanje 400 KB disket, tako da so postale zunanje disketne enote precej priljubljen dodatek.
Isti program ImageWriter, ki je deloval na Applu II, je lahko brez težav tiskal tudi Macintoshove grafike, tako da je tudi to postal priljubljen del sistema Macintosh.

## Zgodovina
Projekt Macintosh se je začel leta 1979 pod vodstvom Jefa Raskina, ki si je predstavljal računalnik, ki bi bil poceni, preprost za uporabo in tako dosegljiv za povprečnega uporabnika. Njegove ideje so bile zbrane v The Book Of Macintosh. Raskin je presenetljivo vztrajal pri uporabi tipk namesto miške kot kazalne naprave.
Raskin je septembra 1979 dobil dovoljenje za najemanje ljudi za projekt. Iskal je tudi inženirja, ki bi lahko naredil prototip in tako ga je Bill Atkinson, član ekipe Lisa, predstavil Burrellu Smithu, servisnemu tehniku, ki je bil najet nedolgo nazaj.
Smithovo prvo oblikovanje Macintoshove osnovne plošče je bilo narejeno po navodilih Raskina; imel je 64K pomnilnika, uporabljal je počasni Motorolin mikroprocesor 6809E in imel črno-bel zaslon z ločljivostjo 256 x 256. Buda Tribbla, Macintoshevega programerja je zanimalo poganjanje Lisinih grafičnih programov na Macintoshu in je tako vprašal Smitha, če bi lahko vključil Lisin mikroprocesor Motorola 68000 v Macintosha, ne da bi dvignil ceno. Do decembra 1980 je Smith uspel oblikovati osnovno ploščo, ki ni le izkoristila procesorja 68000, ampak ga tudi pohitrila s 5 MHz na 8 MHz; imela je celo 384 × 256 grafiko. Smithovo oblikovanje je potrebovalo manj RAM čipov kot Lisa in računalnik je bil posledično mnogo cenejši. Inovativno oblikovanje je prtegnilo pozornost Steva Jobsa. Uvidel je, da je Macintosh lahko bolje prodajan od Lise in začel usmerjati svojo pozornost na projekt Macintosh in njegove člane. V januarju 1981 je popolnoma prevzel projekt in s tem prisilil Raskina v dopust.
Steve Jobs in nekaj Applovih inženirjev je obiskalo Xerox PARC decembra 1979, tri mesece po začetku projektov Lisa in Macintosh. Ko so slišali o začetkih GUI tehnologije, ki so jo za Xerox PARC razvijali bivši Xeroxovi uslužbenci, se je Steve Jobs v zameno za Applove delnice pogajal za obisk Xerox Alto računalnika in Smalltalk razvojnih orodij. Vprašanje je, kako velik učinek je imel ta obisk na Applove proizvode. Applov GUI je bil na koncu videti in deloval povsem drugače od PARC GUIjev, vendar je jasno, da so obiski Xeroxa zelo vplivali na razvoj Lise in Macintosha.
Jobs je naredil še eno ključno potezo leta 1981, ko je prečesal svet v iskanju oblikovalskega podjetja za Applove nove proizvode. Naredil je večmilijonski posel z Hartmutom Esslingerjem, ki je delal za podjetje Frogdesign. Esslinger je razvil "Snežno belo oblikovanje" za Applove proizvode. Vsak "Snežno bel" proizvod je imel linije, ki so tekle čez del njegove površine, kar je naredilo predmet navidezno manjši. Esslingerjev prvi proizvod, ki ga je oblikoval, je bil Mac SE. Snežno belo oblikovanje se je redno pojavljalo na Applovih računalnikih, monitorjih, številnih periferijah in celo na kablih. Po bitki v podjetju z novim šefom Johnom Sculleyem je Jobs dal odpoved in ustanovil podjetje NeXT. Esslinger je sledil Jobsu in oblikoval nov stil za računalnik NeXT.
Macintoshov predhodnik, Lisa, je bil predstavljen leta 1983 s ceno 9.995 dolarjev in večino z GUI povezanih inovacij, ki so bile kasneje videne na Macintoshu. Namenjen je bil poslovnim uporabnikom, vendar se je (predvsem zaradi cene) precej slabo prodajal in ni predstavljal uspeha za Apple. S tržišča so ga umaknili leta 1986.
Macintosh je bil »namignjen« dva dni pred uradno predstavitvijo, 24. 1. 1984, na dan Super Bowla (prvenstvo ameriškega nogometa in eden najbolj gledanih televizijskih prenosov leta) z oglasom »1984«, ki ga je režiral Ridley Scott in ga je navdihnil roman Nineteen Eighty-Four. Čeprav je Macintosh požel takojšnje navdušenje, je bil preveč radikalen za nekatere. Ker je bil računalnik narejen okoli GUI sistema, so morali biti tekstovno in ukazno poganjani programi na novo napisani, kar je bilo zelo zahtevno početje, pred katerim je bežalo veliko razvijalcev programov. To je na začetku botrovalo k pomanjkanju programov za nov sistem.
Leta 1985 je kombinacija Macintosha in njegovega GUI, skupaj s programom Aldus Pagemaker in Applovim tiskalnikom LaserWriter omogočila poceni rešitev za oblikovanje in pregledovanje natisnjenega materiala, aktivnost, ki je kasneje postala znana kot namizno založništvo. Zanimanje za Macintosha se je takoj izjemno povečalo in je šele zdaj počasi začelo izgubljati nadvlado kot standardna platforma za namizno založništvo z izdajanjem novih programov za Windows pred OS X (InDesign).
Do leta 1990 je bilo mišljeno, da bo arhitektura procesorjev RISC kmalu drastično prehitela hitrosti CISC procesorje, kot Motorolin 6800 in Intelovi x86. Združenje podjetij Apple, IBM in Motorola (AIM alliance) je oznanilo, da bo ustvarilo serijo RISC procesorjev imenovanih PowerPC. Obstoječi Macintosh programi, ki so bili napisani, so tekli na emulatorju. PowerPC je še danes Macov procesor.
Leta 1995 je Apple začel program »Macintosh clone«, da bi si povrnil izgubljeni del trga. Program so ukinili leta 1997.
Leta 2000 je Macintosh naredil drugo temeljno spremembo. Tokrat na operacijskem sistemu, s premikom na Mach in BSD, na Unixu temelječ Mac OS X.

## Tehnične značilnosti Macintosha (128K)
Kodno ime: Macintosh
- Procesor: Motorola MC68000
- Frkvenca procesorja: 8 MHz
- Podatkovno vodilo16 bit
- ROM: 64 kB
- Pomnilnik RAM na osnovni plošči: 128 kB
- Maksimalni RAM : 128 kB
- Monitor: 9" vgrajen
- VRAM: 1 bit 512x342
- Disketni pogon: 3.5" 400 kB
- Zaporedni izhodi: 2
- Zvočni izhod: mono 8 bit
- Zvočniki: mono
- Gestalt ID: 1
- Poraba ebnergije: 60 watov
- Teža: 8 kg (16.5 lbs)
- Dimenzije (V, Š, D): 34,5 cm x 24,4 cm x 27,7 cm
- Minimum OS: 1.0
- Maksimum OS: System 3.2/Finder 5.3
- Predstavljen: januar 1984
- Ukinjen: oktober 1985